# Волженка
Во́лженка (рос. Волженка) — присілок у складі Нижньоломовського району Пензенської області, Росія.
Населення — 464 особи (2010; 438 у 2002).
Національний склад станом на 2002 рік:
- росіяни — 97 %